# 1049
Початок Високого Середньовіччя  •  Епоха вікінгів  •  Золота доба ісламу  •  Реконкіста  •  Київська Русь

## Геополітична ситуація
Візантію очолює Костянтин IX Мономах. Генріх III править Священною Римською імперією, а Генріх I є королем Західного Франкського королівства.
Апеннінський півострів розділений між численними державами: північ належить Священній Римській імперії, середню частину займає Папська область, на південь від Римської області лежать невеликі незалежні герцогства, південна частина півострова належить частково Візантії, а частково окупована норманами. Південь Піренейського півострова займають численні емірати, що утворилися після розпаду Кордовського халіфату. Північну частину півострова займають християнські Кастилія, Леон (Астурія, Галісія), Наварра, Арагон та Барселона. Едвард Сповідник править Англією, Гаральд III Суворий став королем Норвегії, а Свейн II Данський — Данії.
У Київській Русі княжить Ярослав Мудрий. Королем Польщі є Казимир I Відновитель. У Хорватії править Степан I. На чолі королівства Угорщина стоїть Андраш I.
Аббасидський халіфат очолює аль-Каїм, в Єгипті владу утримують Фатіміди, в Магрибі — Зіріди, почалося піднесення Альморавідів, в Середній Азії правлять Караханіди, Хорасан окупували сельджуки, а Газневіди захопили частину Індії. У Китаї продовжується правління династії Сун. Значними державами Індії є Пала, Чола. В Японії триває період Хей'ан.

## Події
- Розпочалися перші контакти Київської Русі з гузами та куманами (половцями), які замінили в степах печенігів.
- Новим понтифіком за сприяння імператора Священної Римської імперії Генріха III обрано Лева IX.
- Лев IX провів у Реймсі собор, який зміцнив церковну владу папи римського. Розглядалися питання симонії, було ухвалено заборону шлюбів між родичами.
- Піза захопила окуповану маврами Сардинію.
- Розпочалося вторгнення і переселення арабських бедуїнів з Єгипту в Магриб.
- У столиці Китаю часів династії Сун Кайфені завершилося спорудження Залізної пагоди.